# ウェルス
『ウェルス』（英語：Wealth）は、オーストラリア拠点の経済情報配信会社NNAオーストラリアが発行する法人向けの農業専門週刊誌。主にオーストラリアとニュージーランドの畜産や酪農に関する専門情報を網羅する。日本語では唯一のオセアニアの農業情報誌。

## 特色
記事は、穀物や畜産、酪農などの業界ニュースや農業ビジネスの動向、天候が主。年に数回、業界関係者のインタビュー記事を掲載。記事に加え、コラムや特集記事も充実している。
『ウェルス』は毎週金曜日に、会員向けにPDFで配信される。ウェブサイトでは過去記事を検索することができる。特集記事は、ウェブサイトで無料公開されている。
契約企業は、日本の商社や食品飲料関連企業、政府機関が多い。

## 特集・コラム（現在連載中）
- ことの葉： 編集部員の軽口農業コラム
- こんな商品売れてます：オーストラリアやニュージーランドで人気の食品・飲料を紹介
- パースで暮らす：パースで暮らすことの色とりどりを日本人主婦の視点で紹介
- 有為転変（不定期）： NNA豪州社長が世界を斬る
- Foodieの豪フード探訪（不定期）：オーストラリアの外食トレンドを紹介

## 沿革
- 2008年 - NNAオーストラリアが豪州農業ニュースを買収。
- 2011年7月 - 「ウェルス（Wealth）」としてリニューアル。これに伴い、ウェブサイトも一新した。